# Ferran Bosch i Martí
Ferran Bosch i Martí (Benicarló, 21 de maig de 1854 – Bellreguard, 29 de març de 1935) la Safor, va ser un republicà valencià, il·lustrat i polifacètic. Va ser advocat, partidari d‘Alejandro Lerroux, jutge de primera instància, propietari de l’antic trinquet de Bellreguard i observador astronòmic.

## Biografia
Ferran Bosch era fill de Ferran Bosch i Segarra (advocat, alcalde de Benicarló i diputat a Corts per Castelló) i d’Arcàdia Martí, IV baronessa de Casablanca. Aquest era un llinatge vinculat a Peníscola i de caràcter liberal. Havia casat a València, el 1883, amb Amàlia Lliberós i Camilleri, i es va establir a Bellreguard el 1890, on naixerien les seues filles Maria dels Àngels i Amàlia. Tenia també un altre fill, Ferran, el major, nascut a València.
El 1877, va acabar a la Universitat de València la carrera de dret. A la capital també era membre de l'Ateneu Mercantil. Així mateix, mantenia correspondència amb intel·lectuals com Miguel de Unamuno o Menéndez Pidal.
Era col·laborador d'El Momento (Gandia), El Mercantil Valenciano (València), del periòdic La Región d'Alacant i de la Revista de Gandia.
El 1905, va obtenir un premi en el Concurs Nacional de la Reial Acadèmia de Legislació i Jurisprudència de Madrid per l'estudi Conceptos jurídicos de El Quijote. Amb uns treballs jurídics sobre l’obra de Cervantes va aconseguir en 1905 el premi extraordinari de la mateixa acadèmia i el del Primer Congrés Nacional d’Advocats espanyols a Donosti.
Va promoure la pilota valenciana i, pels volts del maig de 1900, inaugurava a Bellreguard un trinquet de pilota que, per les seues excel·lents condicions, va ser admirat en tota la comarca i a la Marina. Tenia 50 metres de llarg i uns 9 d’ample.
Home de gran afició astronòmica, feia gala del que Revista de Gandia nomenava «una volcánica fantasía». L’any 1924, muntava un esdeveniment de projecció comarcal, tot convidant autoritats i públic per a l’observació d’una el·lipsi de sol i l’abril de 1931 proposava a l’Ajuntament de Bellreguard la celebració d’unes festes inspirades en els fenòmens astronòmics. Aquestes s'instituïen, de nova planta, com a festes astronómico-cívico-populares que haurien de tenir lloc el 9 de maig i el 7 d’agost, en la meitat de la primavera i de l’estiu.Aquesta celebració ha estat recuperada arran de les festes patronals del poble per sant Miquel, el setembre de 2022.
Un dels seus nets, Pere Maria Orts i Bosch, fill d’Amàlia, aconseguiria el Premi d’Honor de les Lletres Valencianes l’any 1996.